# Graduate School der Duke University

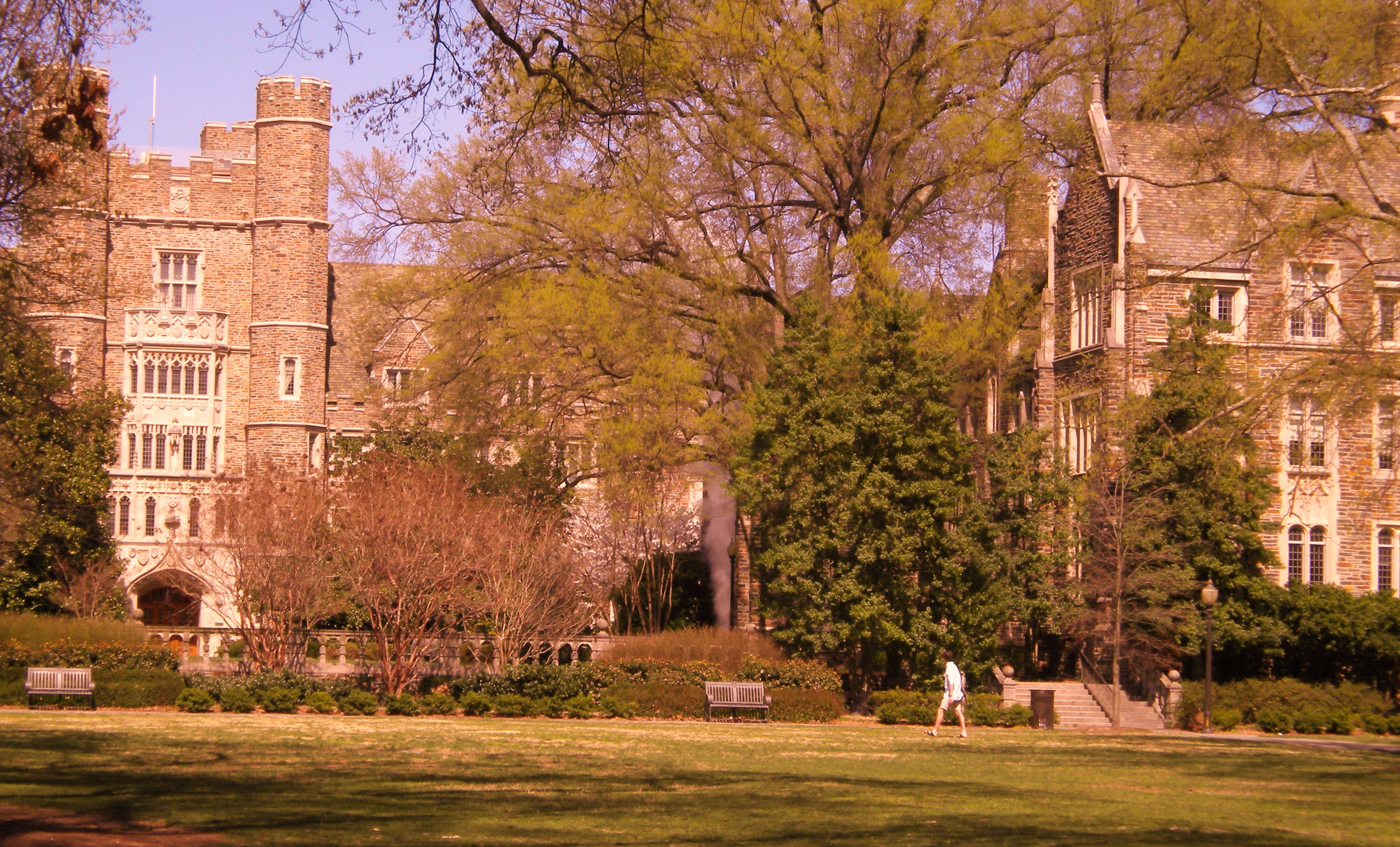
Ansicht der Graduate School

Die Graduate School der Duke University ist eine von zurzeit zehn Einrichtungen der Duke University in Durham, North Carolina, die das Lehr- und Forschungsangebot der Universität im Bereich der graduate studies bereitstellen. Die Graduate School wurde 1926 gegründet und bietet als akademische Abschlüsse den Master of Arts, den Master of Science, den Master of Arts in Teaching, den Master of Public Policy und den Titel des Doctor of Philosophy an.
Durch die Verbindung dieser zwei Ämter wird der herausragenden Rolle der Graduate School bei der Bereitstellung der Lehr- und Forschungskapazitäten der Duke University Rechnung getragen. Diese Rolle wird vor allem auch dadurch deutlich, dass die Graduate School als „intellektueller und akademischer Kern“ der Duke University dargestellt wird.
April 2011 studierten hier in mehr als 60 angebotenen Fachrichtungen und Studienprogrammen etwa 2.200 Ph.D- und etwa 600 Master-Studierende, die von rund 1.000 Dozenten betreut werden.
Bis zum Jahr 1968 hieß die Graduate School Graduate School of Arts and Sciences, im Februar dieses Jahres erhielt die Einrichtung dann ihren heutigen Namen, um der Tatsache gerecht zu werden, dass inzwischen auch zahlreiche Lehrangebote außerhalb des klassischen Fächerkanons der Geistes- und Naturwissenschaften angeboten wurden.
Die Leitung hat Paula D. McClain (Dean of The Graduate School und Vice Provost for Graduate Education).